# パレイアサウルス科
パレイアサウルス科 (パレイアサウルスか、Pareiasauridae) またはパレイアサウルス類 (パレイアサウルスるい、Pareiasaur) は、古生代ペルム紀に生息した爬虫類の絶滅分類群。無弓類あるいは側爬虫類と呼ばれる爬虫類の初期グループに属する植物食動物であった。ロシアのペルム系上部及びアフリカ大陸南部から多数の化石が発見されている。

## 形態
体長60センチメートル - 3メートルほどの、中型から大型のがっしりした体格の草食動物である。大きな頭部、短く太い首と樽状の太く、高さのある胴体を持つ。四肢は頑丈で短く、幅広であった。頭部にはスパイクや角、胴体部には小さな鱗が骨化した、重厚な装甲板を持つものが大半である。これは、当時の捕食者であるイノストランケビアなどゴルゴノプス亜目の選択圧によるものであるのかもしれない。しかし、多くの爬虫類に見られる腹肋骨は持っていなかった。イグアナに似た木の葉型で外縁が鋸状となった小さな歯や顎の形態は植物食に特殊化したものである。この歯は植物を裁断するのに適しており、大きな容量を持った胴体に収められた消化器官で発酵、吸収したのであろう。

## 生態
ペルム紀中期にパレイアサウルス類は出現し、急速な発展を遂げた。これはペルム紀前期末にエダフォサウルスのような大型の植物食単弓類や、ディアデクテスのような陸生植物食の大型両生類が何らかの環境の激変で衰退・絶滅したためとされる。かれらは鈍重な植物食動物であり、半水性の生物であったと推定されている。水辺で暮らし、柔らかい植物を食べていたといわれる。同時代の草食動物としてはディノケファルス類が挙げられるが、かれらは高台を好み、両者は棲み分けていたとされる。ペルム紀後期初頭、ペルム紀末期の（P-T境界）大量絶滅が迫る中で起きた何らかの環境の激変で、ディノケファルス類が急激に数を減らして絶滅し、パレイアサウルス類がそれに取って代わったのは、こうした生息環境の違いがあったためではないかとされる。しかし、生き残ったかれらも、ペルム紀末期の大量絶滅によって絶滅する事になる。

## 系統

### カメとの関連
かつて、カメの祖先としてパレイアサウルス類が挙げられたことがある。その主張は、スクトサウルスなどの背中に散らばる装甲が癒合し、やがてプロガノケリスなどのカメへとつながったというものである。しかし、顎や歯が特殊化しすぎており、また、腹甲の基となる腹肋骨を持たず、装甲と脊椎や肋骨との癒合が見られない点など矛盾点が指摘された。また、遺伝子解析による結果は、カメは主竜類に近縁なグループであるというものであった。

### 上位分類
- 爬虫類 Reptile
  - †無弓類 Anapsida = 側爬虫類 / 擬爬虫類 Parareptilia
    - プロコロフォン形目 Procolophonomorpha
      - プロコロフォン亜目 Procolophonia
        - Rhipaeosauridae
          - Procolophoniformes
            - プロコロフォン上科 Procolophonoidea
            - パレイアサウルス上科 Pareiasauroidea
              - パレイアサウルス科 Pareiasauridae

### 下位分類
主要な属。

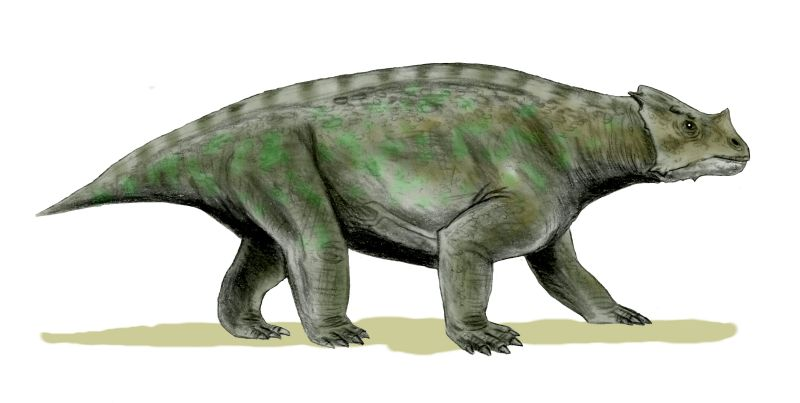
Arganaceras
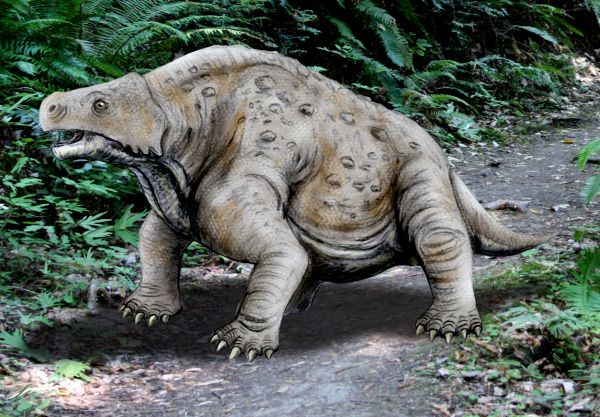
パレイアサウルス Pareiasaurus